# Ferradosa
Ferradosa is een plaats (freguesia) in de Portugese gemeente Alfândega da Fé en telt 242 inwoners (2001).